# 明治開化 安吾捕物帖
『明治開化 安吾捕物帖』（めいじかいか あんごとりものちょう）は坂口安吾の連作時代推理小説。「明治開化」は角書。
新潮社の雑誌『小説新潮』に、1950年（昭和25年）10月号から1952年（昭和27年）8月号まで連載された。全20話。連載時の題名は「帖」のつかない「明治開化 安吾捕物」であったが、単行本化に際して改題された。筑摩書房版『坂口安吾全集』（1998年 - 2012年）では、連載時と同じ「明治開化 安吾捕物」の題名で第10巻に収録されている。
「捕物帖」という題名であるが、舞台となる時代は江戸時代ではなく明治時代中期である（第1話「舞踏会殺人事件」では「明治十八九年」、つまり1885年 - 1886年と明言されている）。紳士探偵の結城新十郎が難事件を次々と解決する、という筋書きであるが、勝海舟が、いつも推理を外してしまう「トンマな探偵」の役割で登場する、という点が大きな特徴となっている。
都筑道夫は、発表当時は捕物帳ものは推理小説ファンから低く見られていたため、初出時には意図的に「捕物帖」という表現を避けて「安吾捕物」としたのではないか、と推測している。

## 概要
坂口安吾自身が「読者への口上」で整理しているところによれば、各エピソードのプロットは基本的に次のようなパターンからなっている。
1. 剣術使いの泉山虎之介が勝海舟邸を訪ね、泉山の隣に住む紳士探偵・結城新十郎が捜査している事件についての説明を始める（この場面は省略されることもある）。
2. 事件の説明。
3. 海舟が虎之介に自分の推理を披露する。
4. 新十郎が真相を明かす。
5. 海舟が、自分の推理が外れたことについて負け惜しみを言う。

安吾は、「捕物帖のことですから決して厳密な推理小説ではありません」と断りつつも、「捕物帖としては特に推理に重点をおき、一応第二段に推理のタネはそろえておきますから、お慰みに、推理しながら読んでいただいたら退屈しのぎになるかも知れません」として、本格推理小説としての謎解きに重点をおいて執筆したことを明らかにしている。エピソードによっては「犯人をお当て下さい」という読者への挑戦が挿入されていることもある。また、勝海舟が名探偵の引き立て役をつとめていることについては、「海舟という明治きっての大頭脳が失敗するのですから、この捕物帖の読者は推理が狂っても、オレもマンザラでないなと一安心していただけるでしょう」と説明している。
ただし、このパターンは連載後半では崩れる。第1パート（虎之介の海舟邸訪問）があるのは第1話から第3話までのみであり、第4話「ああ無情」以後はいきなり第2パート（事件の説明）から始まっている。さらに第14話「ロッテナム美人術」以後は第3パート（海舟の推理）が消え、第15話「赤罠」以後は第5パート（海舟の負け惜しみ）が消える（第16話「家族は六人・目一ツ半」を除く）。また、海舟の出番は連載が進むにしたがって減少し、第17話「狼大明神」以後は全く登場しなくなる。のみならず、主役の結城新十郎も出番が減少する傾向がある。

## 登場人物
結城新十郎
紳士探偵。東京・神楽坂在住。右隣に泉山虎之介、左隣に花廼屋因果が住んでいる。旗本の家系で、父親は徳川家重臣の一人。洋行帰りの美男子であり、優れた推理能力を持つ。警視庁から探偵長に迎えたいと言われたが、役所勤めを嫌って断り、警視庁雇という身分で活動している。独身。
「探偵とは正義のために戦うことを務めとし、いかなる人々の秘密をも身命にかえて守ることを誇りと致す者です」（第19話「乞食男爵」）という信条の持ち主で、世間では「名利にうとく、ただ正義を愛するために犯罪を解く人」（第14話「ロッテナム美人術」）として知られている。また人情家でもあり、事情によっては、犯人がわかっていてもわざと見逃すこともある。
警察からは、上は警視総監から下は平巡査に至るまであつく信頼されており、警視総監の速水星玄にいたっては、目の前で難事件が起きるやいなや、真っ先に新十郎を呼び出している（第1話「舞踏会殺人事件」）。その一方、正規の捜査権限を持たないため、上流階級で起こった事件では捜査が容易にできず、そのために苦杯をなめることもある（第14話「ロッテナム美人術」）。
海舟と直接関わり合いを持つ場面は少ないが、海舟とは互いに信頼し合う間柄であり、新十郎のほうから海舟の意見を聞きに行くこともある（第14話「ロッテナム美人術」）。虎之介を通じて海舟の推理を聞くことを楽しみにしている（第18話「踊る時計」）。
勝海舟
東京・氷川の邸宅に隠居している。弟子の虎之介から新十郎が捜査している事件についての報告を聞き、安楽椅子探偵として自らの推理を披露するが、ほとんどの場合は外してしまう（作中では一度だけ真犯人を言い当てたことがあるが、このときは意外な内容のため虎之介の方が本気にしなかった）。後で虎之介を通じて真相を知らされると、負け惜しみを言ったり、虎之介をからかってはぐらかしたりする。
新十郎のことは高く評価して信頼を寄せており、第13話「幻の塔」では近所で起こった殺人事件を捜査させるために新十郎を呼び出し、さらには捜査に行き詰った新十郎にヒントを与えている。
第15話と第17 - 20話には登場しない。
泉山虎之介
剣術使い。勝海舟門下で、海舟が官職について多忙になってからは山岡鉄舟に預けられた。神楽坂で道場を開いているがあまり流行っておらず、そのかたわら、警視庁雇として巡査に剣術を教えている。着流しを着ており図体が大きい。
探偵癖があり、隣の結城新十郎のもとに事件が持ち込まれると、頼まれてもいないのに首を突っ込んでくるため、新十郎からは押しかけ助手扱いされている。新十郎に対して一方的なライバル意識を持っており、なにかと自分の推理を披露したがるが、当たったためしがない。そのため師の海舟に智恵を借りにいく。海舟には心酔しており、推理が外れた際の負け惜しみにも神妙に聞き入っている。
酔うと女中のほほをなめたがる悪癖がある。このことから、尾崎秀樹は、名前の元ネタは、1948年12月に泥酔して国会キス事件を起こした泉山三六大蔵大臣ではないか、と推測している。
第19・20話には登場しない。
花廼屋（はなのや）因果
戯作者。元は薩摩藩士で、鳥羽伏見の戦争や上野寛永寺の戦いでは鉄砲組の小隊長として戦ったが、維新後は戯作者に転向し、人気作家となっている。「田舎通人、神仏混合、花廼屋因果」と呼ばれており、自分でもそう名乗っている。気取り屋で、常に洋装でハットをかぶり、ステッキを手に持って巻タバコを咥えている。
虎之介に輪をかけた探偵癖の持ち主で、隣の新十郎のもとに事件が持ち込まれると、頼まれてもいないのに首を突っ込む。そのため、新十郎からは虎之介ともども押しかけ助手として扱われている。虎之介としばしば推理を競わせるが、やはり当たったためしがない。新十郎が犯人を指名すると、真っ先にとびかかって捕らえ、自分が推理して犯人を当てたかのように満足する。
第14話と第18 - 20話には登場しない。
古田鹿蔵
老巡査。結城新十郎付きの巡査で、重大事件があると新十郎宅にかけつけて捜査に協力する。
第1・2・4・5・11・16・17・19話に登場。
お梨江
政商加納五兵衛の娘。18歳。学習院卒の美人だが、自由奔放な性格で乗馬が趣味。上泉善鬼総理大臣のハゲ頭でマッチを擦ろうとしたことがある。父親は上泉総理大臣の盟友で、天下を二分する大政商の片割れであったが、第1話「舞踏会殺人事件」で殺害された。この事件で知り合った新十郎に興味を抱き、以後、しばしば野次馬根性を発揮して新十郎のもとに押しかける。生母は故人。兄がいる。X国駐日大使のチャメロスから好意を持たれているが、相手にしていない。
第1・2・4・6話に登場。

## エピソード
1. 舞踏会殺人事件（『小説新潮』第4巻第11号、1950年10月。以下掲載誌同じ。）
2. 密室大犯罪（第4巻第12号、1950年11月）
3. 魔教の怪（第4巻第13号、1950年12月）
4. ああ無情（第5巻第1号、1951年1月） - 「読者への口上」は、連載時にはこの回の冒頭に挿入されていた。
5. 万引家族（第5巻第3号、1951年2月）
6. 血を見る真珠（第5巻第4号、1951年3月）
7. 石の下（第5巻第5 - 6号、1951年4 - 5月）
8. 時計館の秘密（第5巻第8号、1951年6月）
9. 覆面屋敷（第5巻第9号、1951年7月）
10. 冷笑鬼（第5巻第10号、1951年8月）
11. 稲妻は見たり（第5巻第11号、1951年9月）
12. 愚妖（第5巻第13 - 14号、1951年10 - 11月）
13. 幻の塔（第5巻第15号、1951年12月）
14. ロッテナム美人術（第6巻第1, 3号、1952年1 - 2月）
15. 赤罠（第6巻第4号、1952年3月）
16. 家族は六人・目一ツ半（第6巻第5号、1952年4月）
17. 狼大明神（第6巻第7号、1952年5月）
18. 踊る時計（第6巻第8号、1952年6月）
19. 乞食男爵（第6巻第9号、1952年7月）
20. トンビ男（第6巻第10号、1952年8月）

## 評価
坂口安吾によれば、「物語としても面白いし、一応謎ときゲームとして探偵小説本来の推理のたのしみ、読者の側から云えばだまされる快味にもかなうような捕物帖を書いてみたい」という狙いで書きだしたものであり、舞台設定を明治20年代としたのは「推理の要素を入れるにはそれぐらいの年代にするのが万事に都合がよかったからで、ほかに意味はありません」という。人気作家として多忙の中での執筆であり、第9話「覆面屋敷」にいたっては15時間で76枚を執筆したが、安吾によれば、この作品が最も評判が良かったという。
大井廣介は、本作は捕物帖というよりも探偵小説に近いことを指摘した上で、『復員殺人事件』（1949年 - 1950年。掲載誌廃刊のため中絶し、そのまま未完に終わった。）を完結させたほうが有意義だった、と主張している。
『小説新潮』の連載作品でありながら新潮社からは刊行されず、連載完結後1年近く経ってから、日本出版協同から第1・2話を取りこぼした形で単行本化された。奥野健男は、この背景には、連載中の1951年に安吾が税務署と『負ケラレマセン勝ツマデハ』で知られる税金闘争を引き起こし、その影響で単行本の刊行に神経質になっていたことがあるのではないか、としている。1969年の冬樹社版『定本 坂口安吾全集』第11巻で、初めて全20話が発表順に収録された。
連載当時は人気作であったが、その後は上記のような出版事情もあり、花田清輝が1956年の時点で文明批評として高く評価したほかは、『定本 坂口安吾全集』の刊行までは不当に評価されない状況が続いていた。
花田清輝は本作について、「いまだにわれわれの身辺に生きつづけている前近代的なものにたいして肉迫し、仮借するところなく、その病根をえぐりだしている、かれのあざやかな執刀ぶりに脱帽した。ゆたかな民俗学的な知識を縦横に駆使しながら、かれは日本および日本人のいかなるものであるかを、手にとるように、われわれにむかって示しているのである。つまり、一言にしていえば、『安吾捕物帳』のネライは、日本の伝統との対決にあるのだ」と高く評価している。
花田は第8話「時計館の秘密」の貧民窟のくだりを取り上げ、「世のつねの捕物帳の作者なら、いやったらしい文学的な描写でもってまわるところを、かれは、めんめんと、家賃はいくら、平均賃金はいくら、米代、薪炭代、肴代、石油代、布団損料、残飯代、残汁代はいくら、いくらと、非情な数字を列挙するにすぎない。にもかかわらず――というよりも、それゆえにこそ、なんと転形期のプロレタリアートの生態が、いきいきと、とらえられていることであろう」と評価している。ただし、貧民窟のくだりについては、単に横山源之助の『日本之下層社会』を引き写しただけである、とする指摘もある。このほか、安吾が参照した文献としては、石井研堂『明治事物起源』が指摘されている。
また、尾崎秀樹は、勝海舟を登場させた理由について、「海舟の言葉を通して、開化期の世相をとらえ、さらに戦後の混沌とした時代相を二重写しにする配慮ではなかったか」「坂口安吾は維新後の世相と戦後の世情を対比させただけでなく、そこに薩長藩閥政府の専制と、アメリカの戦後占領という政治的（同時に精神的）類似性を見抜き、一人の勝海舟が存在しない戦後社会のあり方に批判の眼をむけている」と述べている。関井光男も、安吾は「人間の暗い裏面に通じた明晰な理性・知識をもった人間・勝海舟をみずからの似姿に選び、坂口安吾の思想・人間洞察を代表させたのである」としている。
ただし、勝海舟を文明批評家、あるいは坂口安吾の代弁者として解釈することについては、連載後期になると海舟の出番が激減し、ついには全く登場しなくなってしまう理由が説明できない、とする指摘もある。

## 書誌
- 『明治開化 安吾捕物帖』（全3集）日本出版協同、1953年4月 - 1954年1月。 - 「舞踏会殺人事件」「密室大犯罪」未収録[19]。
- 『安吾捕物帖』（全5集）春歩堂、1955年9月 - 1956年1月。 - 初めて全20話を収録。ただし発表順でない[20]。
- 『安吾捕物帖』春歩堂、1958年12月。 - 16話を収録[21]。
- 『定本坂口安吾全集 第11巻』冬樹社、1969年1月。 - 初めて全20話を発表順に収める[10]。
- 『安吾捕物帖』廣済堂出版、1972年。
- 『明治開化 安吾捕物帖』角川書店〈角川文庫〉、1973年12月。 - 抄録。
- 『昭和国民文学全集 12 捕物小説五人集』筑摩書房、1974年。 - 抄録。
- 『坂口安吾全集 第9巻』講談社、1982年。
- 『明治開化 安吾捕物帖』（上・中・下）六興出版、1983年。
- 『日本探偵小説全集 10 坂口安吾集』東京創元社〈創元推理文庫〉、1985年。 - 抄録。
- 『明治開化 安吾捕物帖』富士見書房〈時代小説文庫〉、1988年1月。 ISBN 4-8291-1135-6
- 『坂口安吾全集』（12・13）筑摩書房〈ちくま文庫〉、1990年。
- 『坂口安吾全集 10』筑摩書房、1998年11月。 ISBN 4-480-71040-X - 『明治開化 安吾捕物』の表題で収録。
- 『勝海舟捕物帖』学陽書房〈人物文庫〉、2006年9月。 ISBN 4-313-75219-6 - 抄録。
- 『明治開化 安吾捕物帖 改版』角川書店〈角川文庫〉、2008年6月。 ISBN 978-4-04-110021-9 - 1973年版の改版。
- 『続 明治開化 安吾捕物帖』角川書店〈角川文庫〉、2012年5月。 ISBN 978-4-04-100244-5 - 角川文庫版正編と合わせ全作品を収録。
- 『明治開化 安吾捕物帖』（1-3）沖積舎、2015年8月。
- 『明治開化 安吾捕物帖』春陽堂書店〈春陽文庫〉、2024年4月。ISBN 978-4-394-90480-9 - 抄録。

### 翻訳
- 簡体字中国語
  - 杨明绮译《明治开化安吾捕物帖 上》吉林出版集团有限责任公司, 2009年. ISBN 9787546300726
  - 赵建勋译《明治开化安吾捕物帖 下》吉林出版集团有限责任公司, 2009年. ISBN 9787546309552
  - 赵建勋译《明治开化安吾捕物帖 上册》重庆出版社, 2015年. ISBN 9787229101053
  - 赵建勋译《明治开化安吾捕物帖 下册》重庆出版社, 2015年. ISBN 9787229101060
- 繁体字中国語
  - 楊明綺譯《日本偵探小說選 坂口安吾 卷二 明治開化安吾捕物帖》立村文化, 2013年10月. ISBN 9789866283925

## 映像化作品

### テレビドラマ（1973年）
『新十郎捕物帖・快刀乱麻』（しんじゅうろうとりものちょう かいとうらんま）と題してテレビドラマ化され、朝日放送（ABC）制作によりTBS系にて1973年10月4日から1974年3月28日まで毎週木曜の21時から21時55分（JST）に全26回で放映された。

### テレビドラマ（2020年）
『明治開化 新十郎探偵帖』（めいじかいか しんじゅうろうたんていちょう）と題してテレビドラマ化され、NHK BSプレミアム「BS時代劇」枠にて2020年12月11日から2021年2月5日まで全8回で放送された。主演は福士蒼汰。

### テレビアニメ
『UN-GO』（アンゴ）と題し、本作を「原案」として舞台設定を近未来にするなどの大幅なアレンジを加えてテレビアニメ化され、フジテレビ系「ノイタミナ」枠にて2011年10月13日から12月22日まで全11話で放送された。

## 漫画化作品
- 横山まさみち作画で、「怪奇殺人事件狼殺し」（『週刊少年サンデー』12ー14号、小学館、1969年）、「赤罠」 （『少年サンデー』1969年夏増刊号）等。
- 『東京開化事件譚』（作画・pikomaro、原作・『明治開化 安吾捕物帖』第1話「舞踏会殺人事件」）集英社、2020年 - 同社「R30漫画賞」受賞者による特別読切[25]。